# Quatre Bornes
Quatre Bornes est une ville mauricienne située dans l'ouest de l'île principale, dans les Hautes Plaines Wilhems, à une quinzaine de kilomètres au sud de Port-Louis. L'agglomération comprend les quartiers de Belle-Rose, La Louise, St Jean avec son centre commercial, le quartier de l'hôpital Victoria avec la colline Candos à proximité. C'est une ville commerçante avec ses commerces et son marché près de la mairie. Elle est située entre les villes de Rose-Hill et de Phoenix. Sa population - en légère augmentation - était estimée à 77 505 habitants en 2015.
Aussi connu sous le nom de la ville des fleurs, Quatre-Bornes a été nommée meilleure ville de Maurice trois années consécutives en 2015-2018 avant d'être détrônée par Quartier Militaire. Un endroit typique et très apprécié des touristes est la foire de Quatre-Bornes où l'on peut trouver des produits typiquement mauriciens.

## Étymologie
La ville a été fondée par une ordonnance coloniale de 1895, adoptée en 1896. Son nom provient de quatre bornes placées sur un plan de Descubes entre les propriétés domaniales de Palma, Bassin, Trianon et Beau Séjour. D'autres historiens estiment qu'il s'agit d'un nom provenant d'un litige, dit le cas des Quatre Bornes, qui a eu lieu entre deux propriétaires en 1761, M. Desveaux de Marigny et M. Mabille. En 1921, W. Edward explique que quatre bornes se trouvaient à l'intersection de la route de Vacoas à Bassin-Palma et de celle de La Louise au Balisage, séparant ainsi les propriétés domaniales de La Louise et de Beau Séjour.

## Subdivisions
La municipalité de Quatre Bornes est partagée entre les quartiers et faubourgs suivants: Bagatelle, Bassin, Belle Rose, Berthaud, Centre-Ville, Cybercité Ébène, La Louise, La Source, Palma, Pellegrin, Pierrefonds, Sodnac, Saint-Jean, Trianon et Vieux Quatre Bornes.

## Enseignement
La ville possède douze écoles secondaires et neuf écoles primaires, publiques ou privées et deux instituts supérieurs, le Charles Telfair Institute et la Rushmore Business School.

## Personnalités
- Alain Harel, évêque de Rodrigues, né à Quatre Bornes en 1950
- Marie-Thérèse Humbert, femme de lettres née à Quatre Bornes en 1940
- Marcelle Lagesse, femme de lettres née à Quatre Bornes en 1916
- Jean Margéot (1916-2009), premier cardinal mauricien, né à Quatre Bornes

## Jumelages
- Saint-Benoît, à La Réunion
- Ambalavao, à Madagascar

## Liens externes

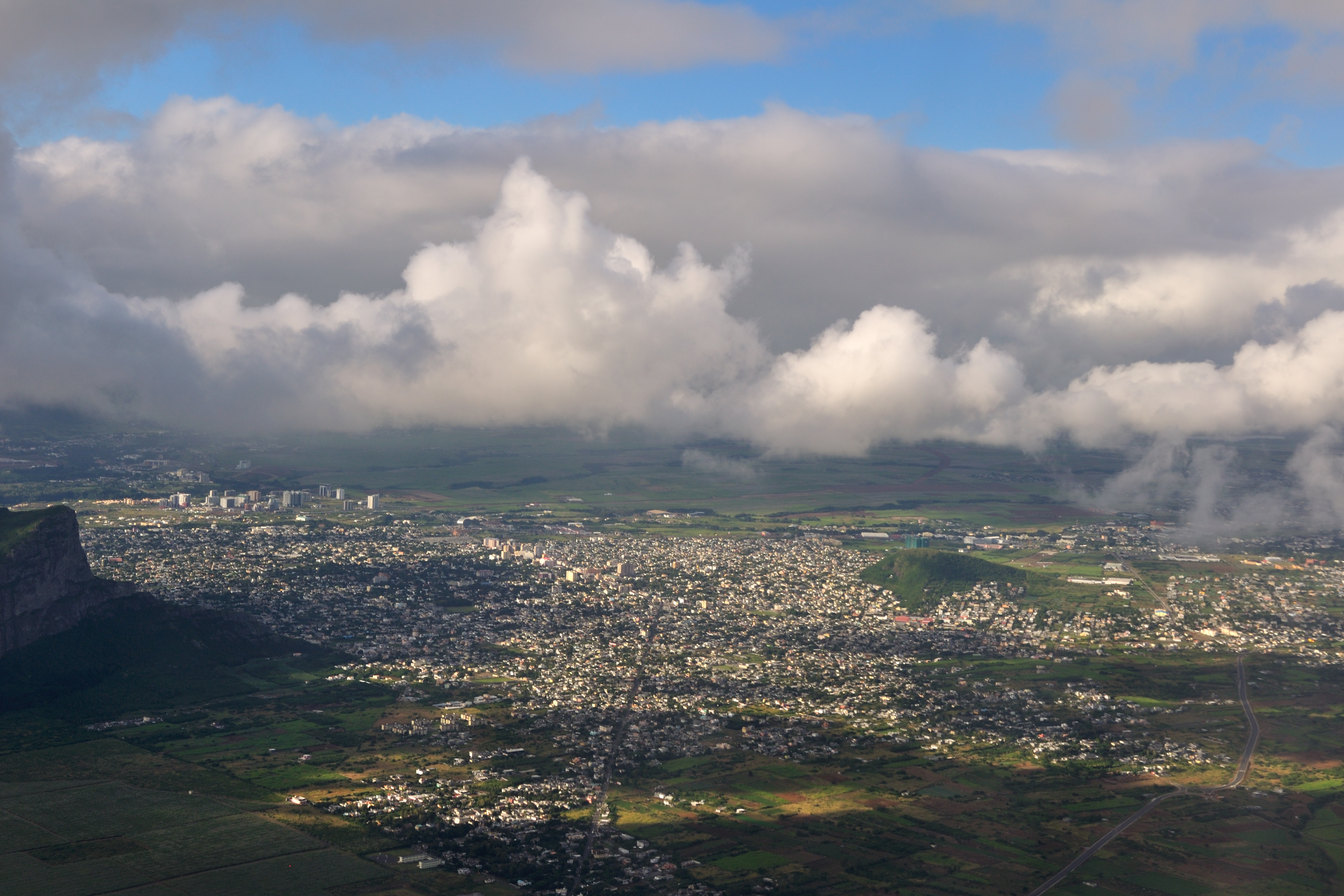
Vue aérienne